# 低ソニックブーム設計概念実証プロジェクト
低ソニックブーム設計概念実証プロジェクト（ていソニックブームせっけいがいねんじっしょうプロジェクト、英: Drop test for Simplified Evaluation of Non-symmetrically Distributed sonic boom、D-SEND）は、日本の宇宙航空研究開発機構（JAXA）航空技術部門（旧航空本部）が進めている研究計画。

## 概要

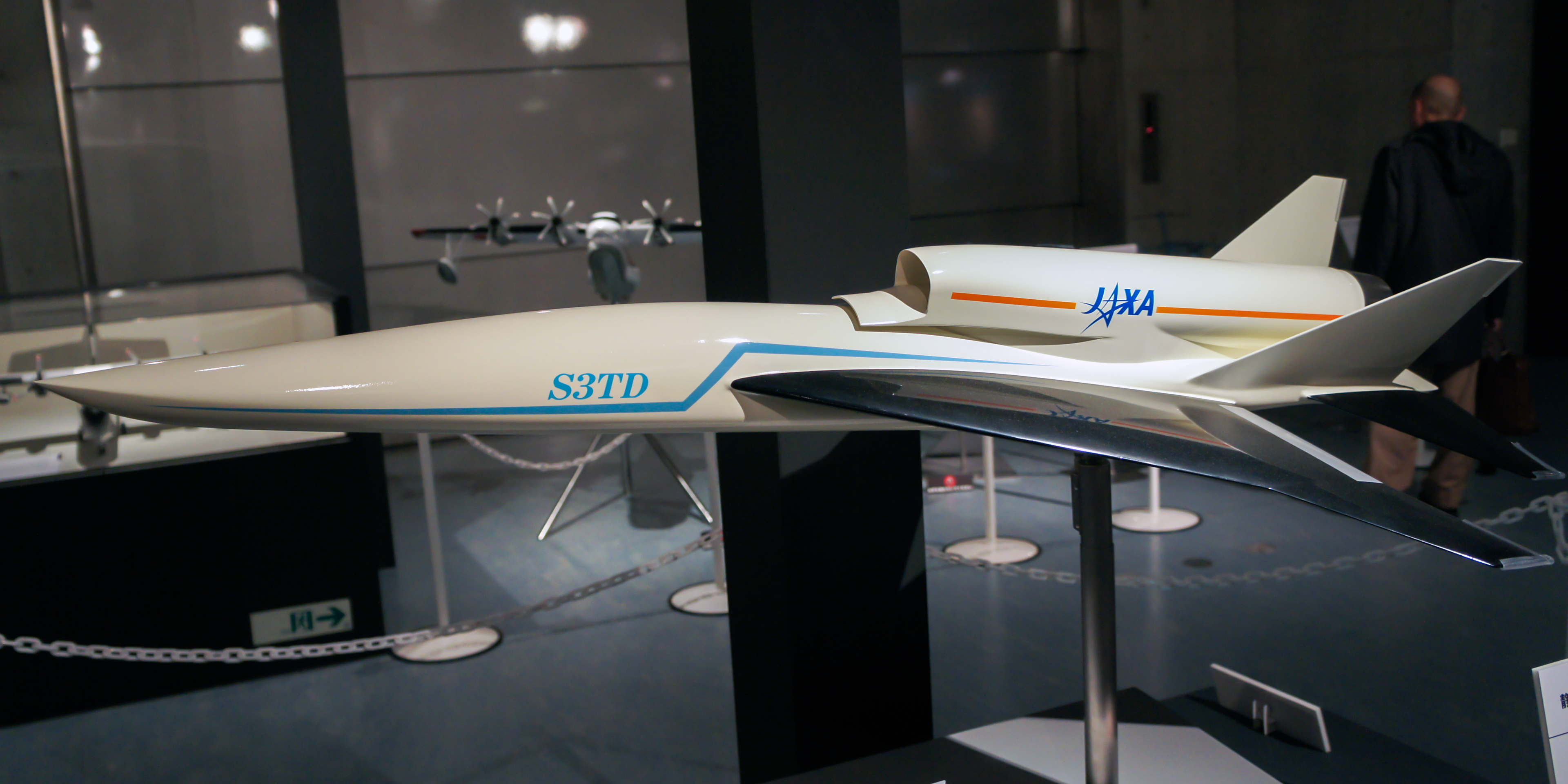
S3TDの模型

JAXAは次世代超音速機技術の研究開発（NEXST）に続き、2006年より静粛超音速機技術の研究開発（S3）としてハネウェル F125によるジェット推進の静粛超音速研究機（英: Silent SuperSonic Technology Demonstrator、S3TD）による先端 / 後端低ブーム設計技術と他分野統合最適設計技術の実証試験の準備をしていたが、2009年度にS3TD計画が凍結され、そこから先端 / 後端低ブーム設計コンセプトの実証試験部分を引き継いだのがD-SENDプロジェクトである。
D-SENDプロジェクトは超音速飛行時に生じるソニックブームを低減できる機体形状の研究を目的としたもので、高度20 - 30 kmまで上昇した大型成層圏気球から実験機を投下し、係留気球および地上から飛行中に生じるソニックブームを計測する。2016年現在までに、二種類の形状を持つ落下供試体を落下させて発生するソニックブームを比較計測する第1フェーズ試験（D-SEND#1）と、低ソニックブーム化技術に基づき設計された無人超音速試験機を飛行させる第2フェーズ試験（D-SEND#2）が行われている。試験はいずれも、スウェーデン宇宙公社（SSC）の協力の元にスウェーデンのエスレンジ実験場で実施されている。
また、D-SEND#1の実施に先駆けて、D-SENDプロジェクトなどに使用される係留気球を用いた空中ソニックブーム計測（英: Airborne Blimp Boom Acquisition、ABBA）システム / ブーム計測システム（英: Boom Measurement System、BMS）の試験が、2009年9月、2010年9月、2011年5月から6月の3回にわたってスウェーデン空軍のJAS39 グリペン戦闘機を用いて行われ、計測システムを確立した。

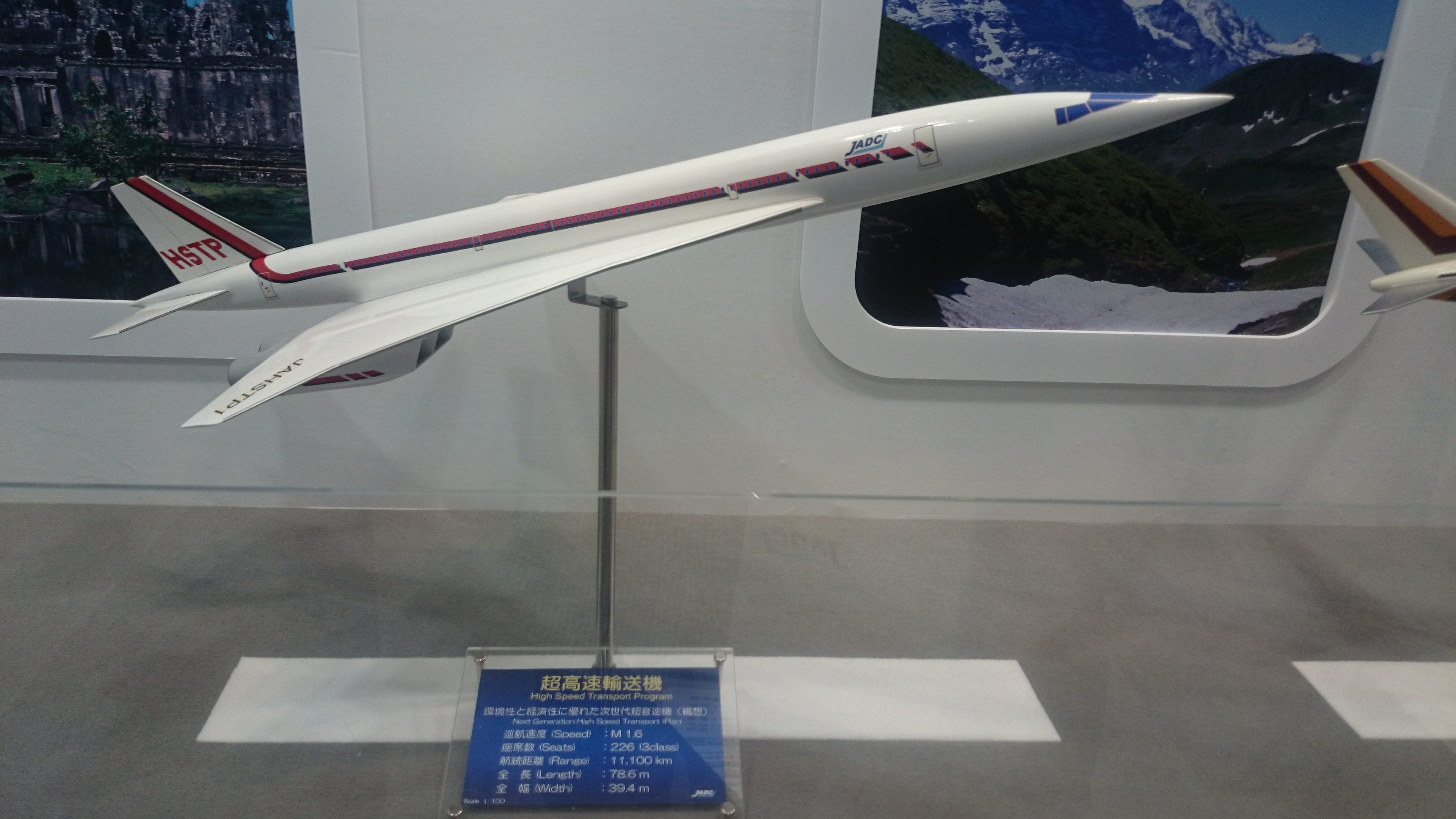
超音速旅客機の模型

最終的には、将来の「静かな超音速旅客機」開発にD-SENDプロジェクトで得られたデータを活用することを目標の一つとしている。

## 試験の詳細

### D-SEND#1
D-SEND#1では、通常のソニックブーム波形を生じさせる形状の「NWM（N-Wave Model）」とソニックブームを低減させることを意図した形状の「LBM（Low Boom Model）」の2種類の落下供試体が用いられた。NWMとLBMは双方ともに単純な軸対称体であり、超音速での自由落下のみを行う。諸元はNWMが全長5.6 m、直径0.613 m、重量約680 kg、LBMが全長8.0 m、直径0.613 m、重量約610 kg。
試験は2回に分けて行われ、1回目試験は2011年5月7日に、2回目試験は同月16日に実施。試験はいずれも成功を収め、LBMはNWMと比較してソニックブームが半減することが確認された。D-SEND#1によって得られたソニックブームのデータは、単純な軸対称体から発生したソニックブーム推算法の検証用データとして貴重なものとなっている。また、D-SEND#1で確立された気球落下試験時のソニックブーム計測方法は、この種のものとしては世界初のものとなった。

### D-SEND#2

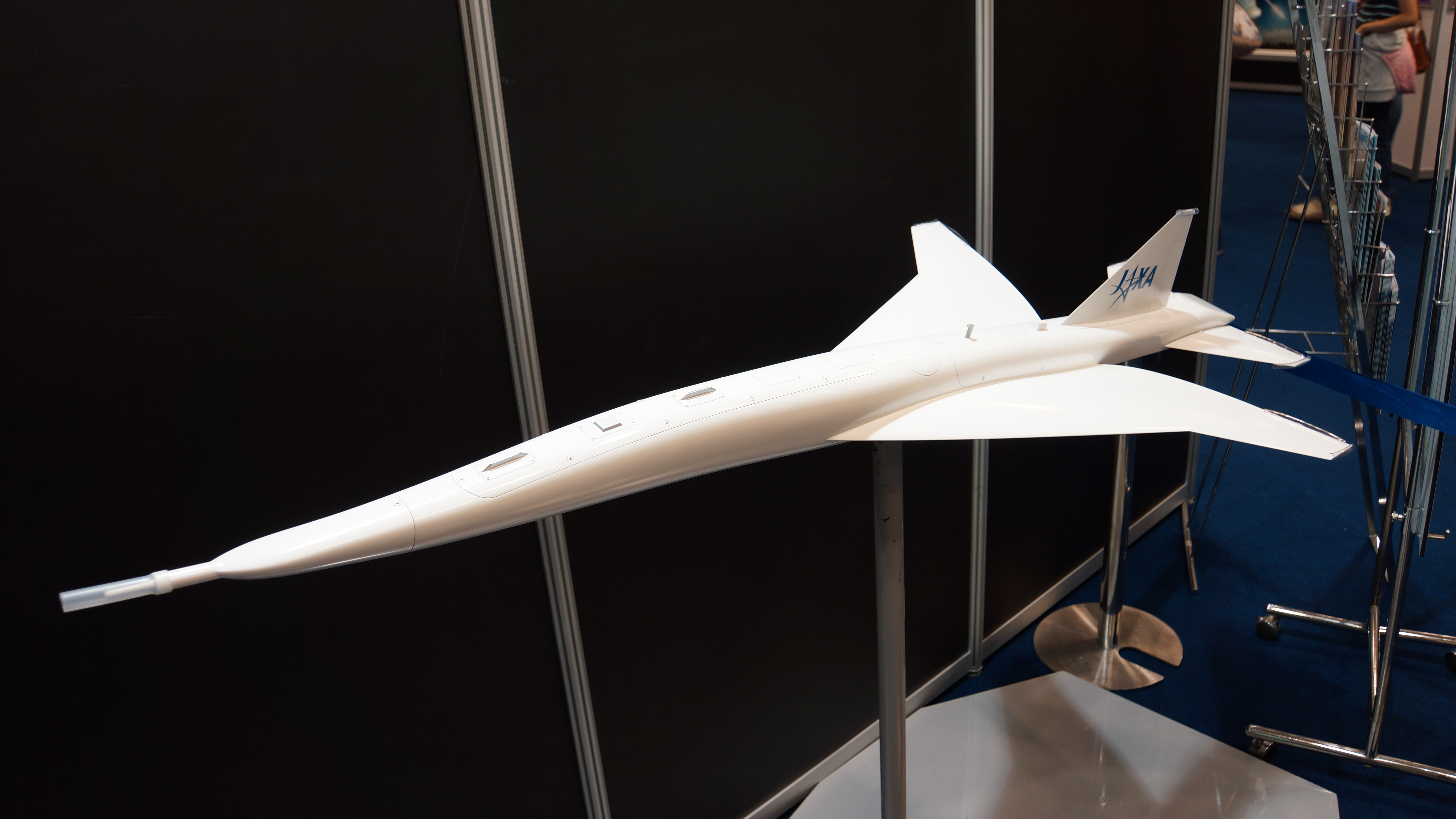
S3CMの1/5スケール模型

D-SEND#2は三次元揚力体による先端 / 後端の低ソニックブーム設計効果の実証、低ブーム波形取得技術の確立、低ブーム伝播解析技術の検証などを目的としたもので、試験には航空機形状の無人試験機である超音速試験機（英: Silent SuperSonic Concept Model、S3CM）が用いられる。S3CMは無動力の滑空機で、非軸対称低ブーム機首、多目的最適設計による低抵抗 / 低ブーム主翼、逆キャンパ水平尾翼、後胴揚力面などといったJAXA独自の低ソニックブーム設計概念を用いて設計された。また、機内には自律滑空を行うための飛行制御コンピュータや各種センサが搭載されている。機体の製造は富士重工業宇都宮製作所で行われた。
S3CMは2013年5月30日に宇都宮製作所で報道陣に公開され、滑空実験を2回行う旨が発表された。その後、2機のS3CMがエスレンジ実験場に持ち込まれ、同年8月16日に1回目試験が行われた。しかし、気球から分離した62秒後、計測地点の約12 km手前で機体がローリングとヨーイングを起こして姿勢制御不能に陥ったため、機体姿勢が回復した後に手順に則って投棄コマンドが送信され、S3CMは計測地点の約8 km手前に着地した。計測システムは正常に作動したものの、想定していた飛行状態のデータを取ることができず試験は失敗となった。失敗の原因は、機体の運動性が求められるミッションだったために、飛行制御プログラムが安定余裕が少ない（機体が不安定になりやすい）ものにされていたことと、飛行制御プログラムに組み込まれていた機体の空力特性に実機との差異があったことだった。
検証計画の見直しや飛行制御プログラムの改修などを経て、2回目試験は2014年8月22日に行われる予定だったが、悪天候のために8月26日に試験中止となり2回目試験は行われなかった。これを受けて試験計画の再検討が行われ、2015年6月29日から8月31日の間に3回目試験を行うことが予定された。3回目試験は7月24日に行われ、S3CMは正常に飛行を完了させた。

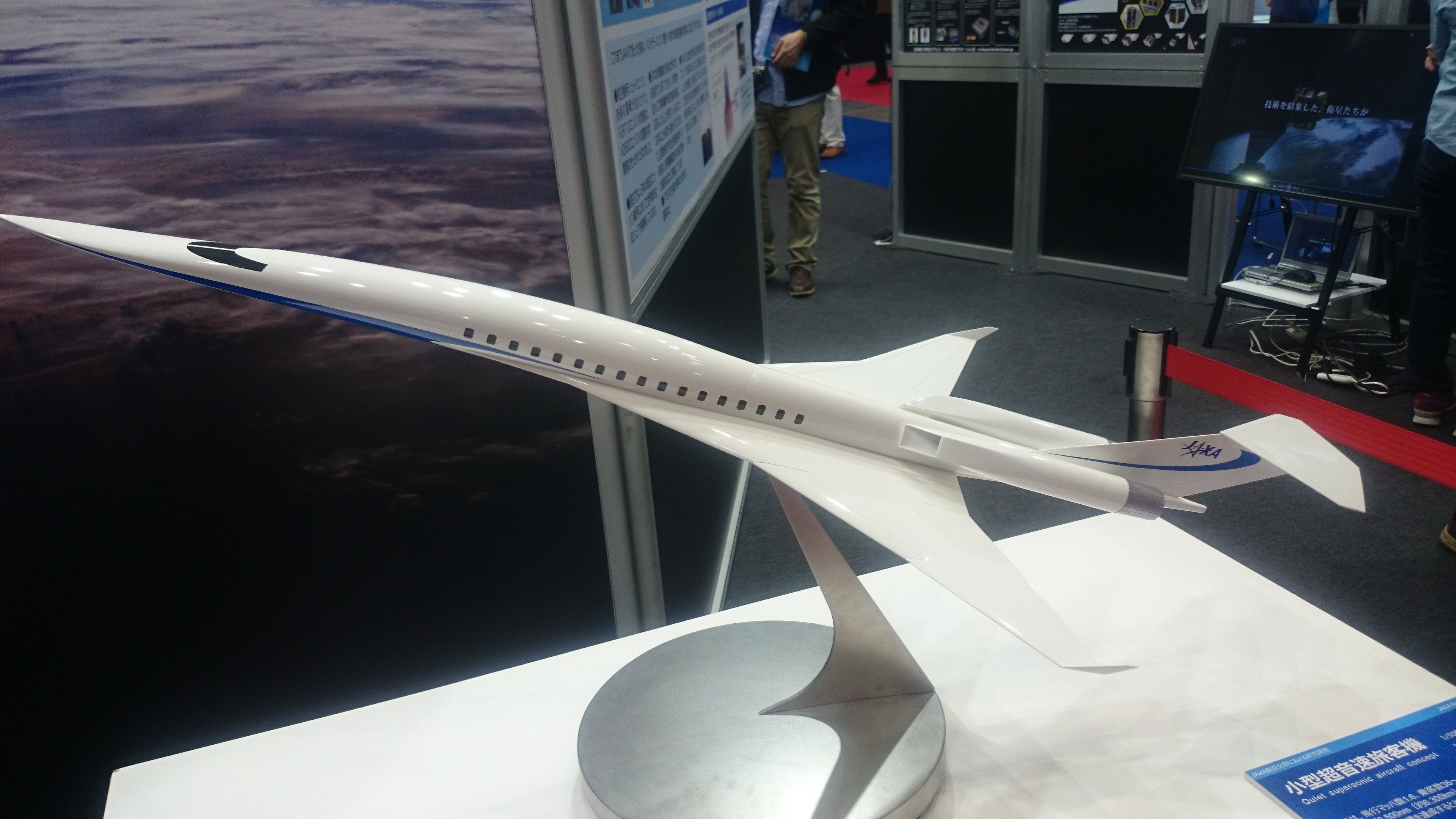
小型超音速旅客機の模型

JAXAは2015年10月27日に、50人規模の小型超音速旅客機（コンコルドの重量の約40%）に適用した場合、ブーム強度0.5 psf (0.024 kPa)以下で、ソニックブームをコンコルドの約1/4まで低減することに成功したとの計測データの詳細解析結果を発表した。

## 機体諸元（S3CM）
- 全長：7.913 m
- 主翼幅：3.51 m
- 主翼面積：4.891 m2
- 全備重量：1,000 kg
- 到達速度：マッハ1.5
- 乗員：0名

## ドキュメント番組
2015年11月29日、TBS系列「夢の扉+」にて、D-SENDのドキュメント番組が放送された。JAXA D-SENDプロジェクトチーム プロジェクトマネージャの吉田憲司ら開発陣を追ったものである。

## リンク
- D-SEND#2試験サイト |JAXA航空技術部門
- JAXA D-SENDデータベース